# 1673
Năm 1673 (Số La Mã:MDCLXXIII) là một năm thường bắt đầu vào ngày Chủ nhật (liên kết sẽ hiển thị đầy đủ lịch) trong lịch Gregory (hoặc một năm thường bắt đầu vào thứ Tư trong lịch Julius chậm hơn 10 ngày).